# Фрадис Адольф Акимович
Фрадис Адольф Акимович (6 грудня 1913 — † ?) — радянський і український організатор кіновиробництва. Був членом Спілки кінематографістів СРСР.
- Дочка: Фрадис Тетяна Адольфівна (нар. 1942, Верхньоуральськ) — радянський звукорежисер. З 1996 р. живе в США[1].
- Син: Фрадис Анатолій Адольфович (Anatoly Fradis) (нар. 1948, Одеса) — радянський і американський актор, режисер, продюсер[2]. З 1979 р. живе в США (Лос-Анжелес).

## Фільмографія
Директор картин, знятих на Одеській кіностудії:
- «Таємничий острів» (1941)
- «Морський мисливець» (1954)
- «Шарф коханої» (1956)
- «Координати невідомі» (1957)
- «Два Федори» (1958)
- «...зміна починається о шостій» (1958)
- «Чорноморочка» (1959)
- «Сильніше урагану» (1960)
- «Мрії назустріч» (1963)
- «Дочка Стратіона» (1964)
- «Погоня» (1965, у співавт.) та ін.

На кіностудії Мосфільм:
- «Залізний потік» (1967, спільно з Г. Кузнецовим)
- «Далеко на заході» (1968)
- «Розплата» (1970)
- «Гарячий сніг» (1972)
- «Спартак» (1977, фільм-балет)
- «Мій ласкавий та ніжний звір» (1978)
- «Побачення з молодістю» (1982) тощо.